# Vlag van Brazilië
De vlag van Brazilië is groen met een grote gele ruit in het centrum. Binnen de ruit staat een blauwe cirkel (wereldbol) afgebeeld, met 27 witte sterren in vijf verschillende groottes en een witte band. Op deze witte band staat in groen het motto Ordem e Progresso ("Orde en vooruitgang"). De vlag wordt wel Auriverde genoemd, Portugees voor '(van) goud en groen'.
De huidige vlag werd officieel goedgekeurd op 19 november 1889, vier dagen nadat Brazilië een republiek was geworden. Dezelfde dag werd ook het nationale wapen in gebruik genomen. Het concept van de vlag was het werk van Raimundo Teixeira Mendes, met de medewerking van Miguel Lemos en Manuel Pereira Reis. Het ontwerp werd uitgevoerd door Décio Vilares. De Braziliaanse vlag heeft sinds die tijd een aantal kleine veranderingen ondergaan, het laatst op 11 mei 1992 toen 6 sterren toegevoegd werden.

## Symboliek

### Kleuren
De kleuren en vormgeving van de vlag zijn afgeleid van de vlag van het Braziliaanse Keizerrijk, waarbij het keizerlijke symbool is vervangen door een wereldbol met sterren en het motto.
De kleuren hebben elk een symbolische betekenis. Het geel staat voor de rijkdom van de Braziliaanse bodem, waaronder de goudvoorraad. Het groen symboliseert de flora en fauna, met name het Amazoneregenwoud, de jungle langs de Atlantische Oceaan en de Pantanal. Groen en geel samen staan dus voor de Braziliaanse natuurschatten, die de tropische droom van een welvarende samenleving (moeten) laten uitkomen. Overigens kwamen deze kleuren ook al voor in de vlag van het Braziliaanse Keizerrijk; destijds hadden ze een andere symbolische betekenis (zie onder Geschiedenis). De blauwe en witte kleur staan voor de maagd Maria.

### Motto

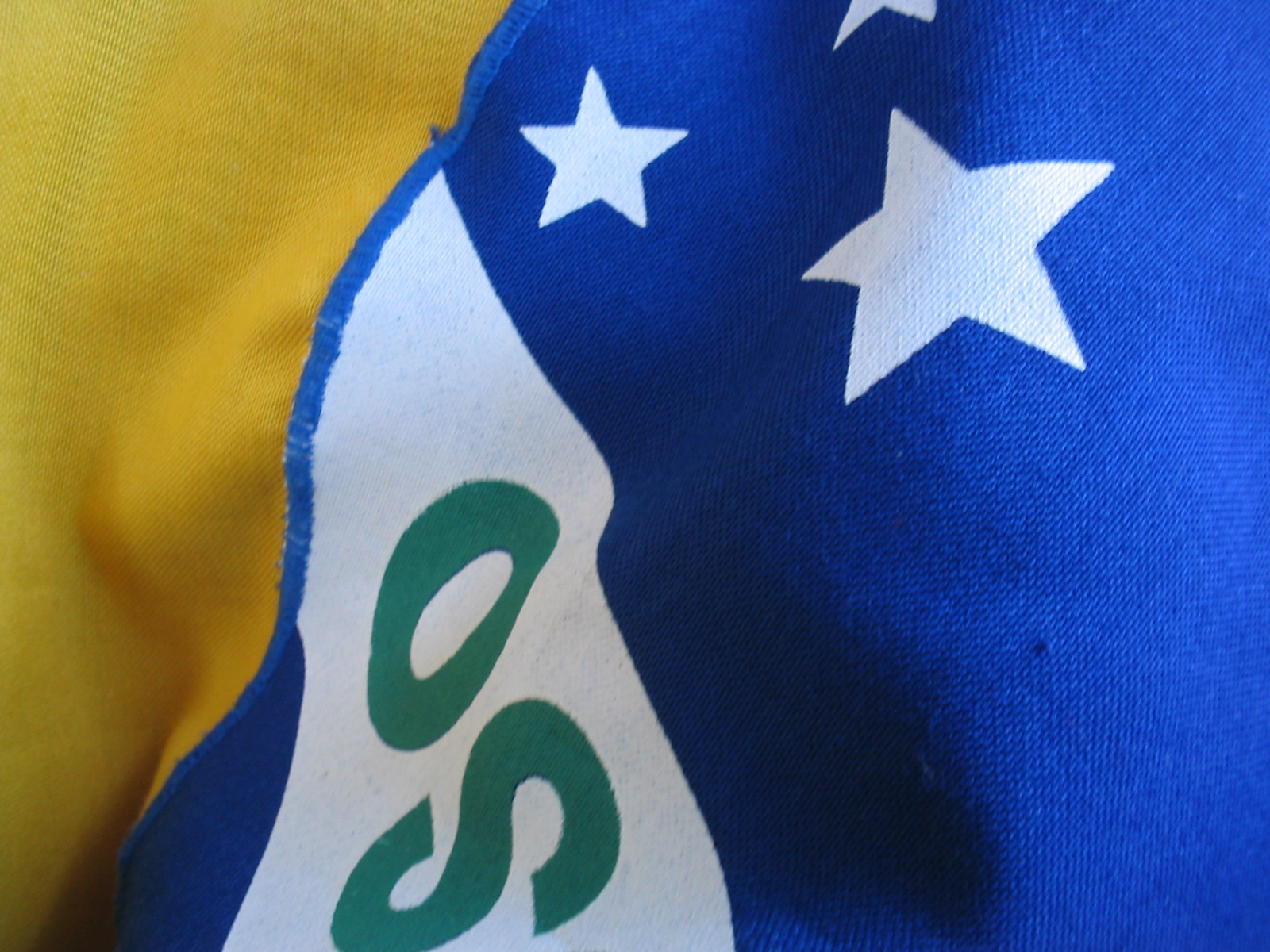
Close-up van de vlag

Het motto Ordem e Progresso staat voor "Orde en Vooruitgang" en is het bekendste motto van het positivisme. De kreet is afkomstig van een citaat van Auguste Comte: "L'amour pour principe et l'ordre pour base; le progrès pour but" (Liefde als principe en orde als basis; vooruitgang als doel).

### De sterren en sterrenbeelden
De sterren vormen gezamenlijk het voor het zuidelijk halfrond symbolische sterrenbeeld Zuiderkruis en enkele sterrenbeelden daaromheen. De vlag toont de sterren(beelden) zoals deze vanuit Rio de Janeiro te zien waren op de ochtend van 15 november 1889, de dag dat het Braziliaanse Keizerrijk vervangen werd door de republiek. Het zicht is van buiten de hemelbol, dus gespiegeld.
Jaren na de proclamatie van de republiek, besloot men dat de sterren de staten zouden representeren, net als in de vlag van de Verenigde Staten. Daarop werd de vlag enigszins aangepast tot 21 sterren. Elke ster staat sindsdien dus voor één deelstaat.
Ook het Federaal District heeft een 'eigen' ster: Sigma Octantis, een ster die bij de astronomische zuidpool staat en het hele jaar in bijna het hele land te zien is.
Op momenten dat er een deelstaat bij kwam doordat een deelstaat werd gesplitst, werd de vlag veranderd door er een ster aan toe te voegen. De laatste wijziging vond plaats in 1992; sindsdien kent de vlag het huidige aantal van 27 sterren.

#### Overzicht van de sterren en sterrenbeelden
Het sterrenbeeld Zuiderkruis is op de meridiaan (nummer 6 op de afbeelding). Ten zuiden ervan is Sigma Octantis uit het sterrenbeeld Octant afgebeeld (nummer 7); deze vertegenwoordigt zoals hierboven vermeld het Federaal District. De ster Spica is de enige ster die boven de evenaar staat (nummer 4); deze vertegenwoordigt de staat Pará.

Vlag met sterren

Een lijst van sterrenbeelden en sterren op de vlag:
1. Procyon als enige ster van het sterrenbeeld Kleine Hond
2. Grote Hond met als grootste ster Sirius
3. Canopus als enige ster van het sterrenbeeld Kiel
4. Spica als enige ster van het sterrenbeeld Maagd
5. Waterslang
6. Het sterrenbeeld Zuiderkruis
7. Octant met de ster Sigma Octantis
8. Het sterrenbeeld Zuiderdriehoek
9. Schorpioen met als grootste ster Antares

Er zijn vijf verschillende maten voor de sterren (zie de kaart en onderstaande tabel).
| Staat               | Ster                           | Sterrenbeeld       | Grootte |
| ------------------- | ------------------------------ | ------------------ | ------- |
| Amazonas            | Procyon                        | Kleine Hond (1)    | 1       |
| Mato Grosso         | Sirius                         | Grote Hond (2)     | 1       |
| Amapá               | Murzim                         | Grote Hond (2)     | 3       |
| Rondônia            | Muliphen                       | Grote Hond (2)     |         |
| Roraima             | Wezen                          | Grote Hond (2)     | 2       |
| Tocantins           | Epsilon Canis Majoris (Adhara) | Grote Hond (2)     | 2       |
| Goiás               | Canopus                        | Kiel (3)           |         |
| Pará                | Spica                          | Maagd (4)          | 1       |
| Mato Grosso do Sul  | Alphard                        | Waterslang (5)     | 2       |
| Acre                | Gamma Hydrae                   | Waterslang (5)     | 3       |
| São Paulo           | Alpha Crucis (Acrux)           | Zuiderkruis (6)    | 1       |
| Rio de Janeiro      | Beta Crucis (Becrux)           | Zuiderkruis (6)    | 2       |
| Bahia               | Gamma Crucis (Gacrux)          | Zuiderkruis (6)    | 2       |
| Minas Gerais        | Delta Crucis                   | Zuiderkruis (6)    | 3       |
| Espírito Santo      | Epsilon Crucis                 | Zuiderkruis (6)    | 4       |
| Rio Grande do Sul   | Atria                          | Zuiderdriehoek (8) | 2       |
| Santa Catarina      | Beta Trianguli Australis       | Zuiderdriehoek (8) | 3       |
| Paraná              | Gamma Trianguli Australis      | Zuiderdriehoek (8) | 3       |
| Piauí               | Antares                        | Schorpioen (9)     | 1       |
| Maranhão            | Graffias                       | Schorpioen (9)     | 3       |
| Ceará               | Epsilon Scorpii                | Schorpioen (9)     | 2       |
| Alagoas             | Sargas                         | Schorpioen (9)     | 2       |
| Sergipe             | Iota Scorpii                   | Schorpioen (9)     | 3       |
| Paraíba             | Kappa Scorpii                  | Schorpioen (9)     | 3       |
| Rio Grande do Norte | Lambda Scorpii (Shaula)        | Schorpioen (9)     | 2       |
| Pernambuco          | Jabbah                         | Schorpioen (9)     | 3       |
| Federaal District   | Ster                           | Sterrenbeeld       | Grootte |
| Distrito Federal    | Sigma Octantis                 | Octant (7)         | 5       |

## Geschiedenis

### Onder Portugees bestuur
Toen Brazilië nog een kolonie van Portugal was, werden vlaggen gebruikt waarop een gouden armillarium staat. Een dergelijk symbool staat ook in de huidige vlag van Portugal. Het vertegenwoordigt het Portugese koloniale rijk en de ontdekkingen van de ontdekkingsreizigers.
|  |  |  |

### Monarchie en republiek
Het ontwerp van de huidige vlag van Brazilië is afgeleid van de vlag van het Braziliaanse Keizerrijk. Dit was een groene vlag met een gele ruit met daarop het wapen van het keizerrijk. Het groen stond voor de familie Bragança van Peter I, het geel voor het huis Habsburg, waar Peters vrouw Maria Leopoldina een telg van was. De vlag van het keizerrijk was een aangepaste versie van de vlag van het koninkrijk, dat korte tijd na de onafhankelijkheid had bestaan.
|  |  |  |  |

|  |  |  |  |

Tussen 1835 en 1845 werd in Brazilië de Lompenoorlog uitgevochten. In deze oorlog werden er twee republieken uitgeroepen die kortstondig hun onafhankelijkheid wisten te behouden: de Republiek Piratini en de Republiek Juliana. Zij namen ieder een eigen vlag aan; zie Vlag van de Republiek Piratini en Vlag van de Republiek Juliana.
In de periode voor het einde van het keizerrijk en het begin van de republiek, stelde een van de leidende figuren in de republikeinse beweging, Ruy Barbosa, voor om de republiek een vlag te laten gebruiken die sterk geïnspireerd was door de vlag van de Verenigde Staten. Zijn ontwerp werd op 15 november 1889, de dag van de republikeinse omwenteling, in gebruik genomen als nationale vlag. Vier dagen later stuitte deze vlag echter op een veto van de 'Vader van de Republiek', president Deodoro da Fonseca: hij vond het ontwerp te veel op dat van de Verenigde Staten lijken. Fonseca, die altijd koningsgezind was geweest en de staatsgreep tegen de keizer alleen maar leidde omdat hij meende dat het keizerlijk beleid het land grote schade toebracht, stelde dan voor om het ontwerp van de vlag te baseren op de vlag van het keizerrijk, waarbij alleen het keizerlijke wapen werd vervangen door de wereldbol met sterren en motto. Het ontwerp van Barbosa is overigens niet helemaal verdwenen: het vormt de basis van de vlag van Goiás.